# Маймаксанский округ
Маймаксанский округ — один из девяти территориальных округов Архангельска.
Округ расположен в северной части Архангельска, на островах дельты Северной Двины: Повракульский остров, Линский Прилук, Бревенник и др. Занимает среднюю и северную части исторического района Маймакса. Самый крупный по территории округ Архангельска.
Состоит из посёлков: Гидролизного завода, Лесобиржи 19, лесозаводов № 22, 23, 24, 25, 26, 27, 29, Экономия, Маймаксанский лесной порт, Конвейер. Посёлок 29 лесозавода фактически расположен в Приморском районе. По Повракульскому острову протекают реки Ваганиха, Долгая Щель, Повракулка, Хаторица, Кривяк.

## История
Ранее маймаксанские деревни входили в состав Соломбальской волости Архангельской губернии.
В 1924 году Соломбальская волость вошла в состав Подгородней волости, а Маймаксанские лесопильные заводы были подчинены Архангельскому городскому совету. 28 декабря 1930 года был образован Маймаксанский район. В 1955 году Маймаксанский район был упразднён, а его территория вошла в состав Соломбальского района.
В 1991 году, в соответствии с постановлением мэра г. Архангельска от 13 ноября 1991 года № 2 и решением Архангельского городского совета депутатов от 15 ноября 1991 года № 88 «Об образовании территориальных городских округов», была произведена реорганизация структуры органов управления города, в результате которой ликвидировано деление на районы и образованы 9 территориальных округов, в том числе Маймаксанский округ (из части упразднённого Соломбальского района). При этом посёлки 14-го и 21-го лесозаводов Южной Маймаксы вошли в состав Соломбальского округа.

## Население
| 2002    | 2008    | 2010    | 2011    | 2012    | 2013    | 2014    |
| ------- | ------- | ------- | ------- | ------- | ------- | ------- |
| 24 701  | ↘23 600 | ↘22 911 | ↘22 451 | ↗22 961 | ↘22 601 | ↘22 242 |
| 2015    | 2016    | 2021    |         |         |         |         |
| ↘21 967 | ↘21 574 | ↘17 861 |         |         |         |         |

## Инфраструктура
На территории находятся 8 отделений связи, городская поликлиника № 3 с фельдшерскими участками в посёлках Конвейер и 24-го л/з, терапевтическим участком на 23-м л/з и участком общеврачебной практики, терапевтический участок городской клинической больницы № 7, средние общеобразовательные школы № 54, 55, 59, 60 (с нулевой ступенью), 68, центр дополнительного образования детей «Контакт», детская школа искусств № 4, 5 детских садов, культурный центр «Маймакса», лесопильные предприятия в посёлках 25-го и 26-го л/з (Лесозавод 25, 14-го л/з, порт «Экономия», рыбоперерабатывающий завод Архангельской базы тралового флота.
В посёлке Конвейер на острове Линский Прилук находится Новодвинская крепость. На остров Бревенник с посёлка 14-го л/з устанавливалась понтонная переправа. Округ разделён на неравные части главной судоходной протокой Северной Двины рекой Маймакса. Маймакса с угро-финского переводится как «рыбная протока».
Особняком стоит посёлок 29 лесозавода, отделённый от основной территории Маймаксы северодвинской протокой Кузнечиха и фактически находящийся в Приморском районе Архангельской области. С центром Архангельска посёлок связывает автодорога, проходящая через посёлок Талаги (Нефтебаза).
Крупнейшие улицы Маймаксанского округа: Победы, Гидролизная, Будённого, Менделеева, Школьная, Заводская, Пионерская, Кузьмина, Кольцевая, Сибирская, Михаила Новова, Капитана Хромцова.